# Alagir
Alagír (in russo e osseto Алаги́р) è una città della Russia europea meridionale, situata nella Ossezia Settentrionale-Alania; dipende amministrativamente dal rajon Alagirskij, del quale è il capoluogo.
Sorge lungo il fiume omonimo, nel bassopiano dell'Ossezia, 54 chilometri a ovest della capitale Vladikavkaz.